# Anne Brusletto
Anne Brusletto (* 24. Januar 1951 in Geilo) ist eine ehemalige norwegische Skirennläuferin. Sie fuhr im Weltcup einmal unter die besten zehn und nahm an den Weltmeisterschaften 1970 sowie den Olympischen Winterspielen 1972 teil.

## Karriere
Bruslettos bestes Ergebnis im 1967 eingeführten Skiweltcup war der achte Platz im Slalom von Oslo am 25. Februar 1968. Weitere Platzierungen in den Weltcup-Punkterängen, also unter den schnellsten zehn, gelangen ihr nicht. 1970 wurde sie norwegische Meisterin im Riesenslalom und nahm an den Weltmeisterschaften in Gröden teil. Dort erzielte sie im Riesenslalom zeitgleich mit der Deutschen Christa Hintermaier den 23. Platz, wurde im Slalom, wo sie im ersten Durchgang die neuntbeste Zeit fuhr, jedoch disqualifiziert. Zwei Jahre später nahm sie an den Olympischen Winterspielen 1972 in Sapporo teil, die zugleich auch als Weltmeisterschaften zählten. Den Riesenslalom beendete sie als zweitbeste Norwegerin an 19. Position, im Slalom schied sie aber im ersten Durchgang aus.

## Erfolge

### Olympische Winterspiele
(zählten auch als Weltmeisterschaften)
- Sapporo 1972: 19. Riesenslalom

### Weltmeisterschaften
- Gröden 1970: 23. Riesenslalom

### Weltcup
- Eine Platzierung unter den besten zehn

### Norwegische Meisterschaften
- Norwegische Meisterin im Riesenslalom 1970